# Patricia Francourt

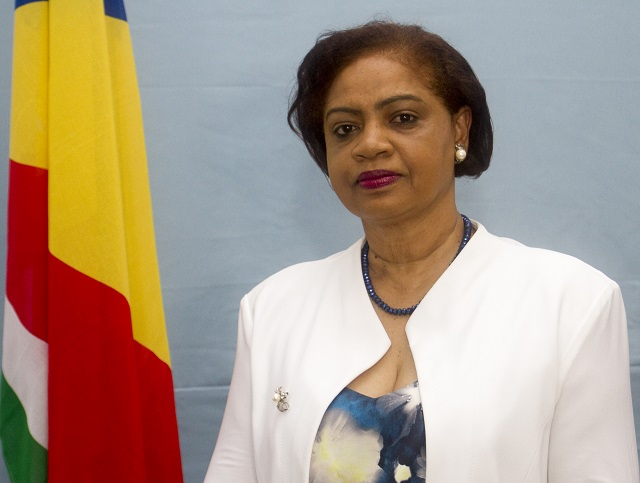

Patricia Francourt, nascida Patricia Khan, (11 de outubro de 1965) é uma banqueira seichelense que atua como Ministra do Emprego e Assuntos Sociais. Ela tomou posse em 3 de novembro de 2020.

## Biografia
Francout cresceu no distrito de St. Louis, onde seus pais, Ally e Zita Khan, que eram costureiros, possuíam uma loja de conveniência. Ela é a sexta de uma família de sete irmãos e tem três irmãos e três irmãs.
Estudou na St. Paul Girl’s School; uma escola anglicana situada próxima à Freedon Square, antiga Gordon Square. E completou seus estudos secundários no Convento Regina Mundi, que mais tarde se fundiu com o Seychelles College.
Seu primeiro emprego em Seicheles foi no Banco Central, onde ficou dois anos, trabalhando como caixa e depois no departamento de pesquisa.
Em 1987, Francourt, devido ao exílio, mudou-se para o Reino Unido, onde morou em Hounslow por 23 anos. Enquanto cuidava de seu filho então bebê, ela trabalhou meio período no setor bancário por dez anos, como caixa em uma casa de câmbio no aeroporto de Londres Heathrow. Durante este período, decidiu ser voluntária em um programa social, como mentora para jovens considerados “em risco”. Sua experiência nesse programa despertou o desejo de buscar uma mudança de carreira. Por isso prosseguiu seus estudos e requalificou-se para trabalhar em prol de trabalhar na área de Educação.
Francout trabalhou em uma escola secundária com sede no oeste de Londres por dez anos, como Mentora de Aprendizagem e, mais tarde, como Gerente de Apoio à Aprendizagem. Trabalhou também como formadora em vários estabelecimentos de Ensino Secundário e Superior, onde promoveu a inclusão e a igualdade de oportunidades para os jovens. Ela continuou seus estudos, especializando-se em psicoterapia qualificada. Ela é capacitada em abordagens integrativas de aconselhamento e psicoterapia, podendo praticar internacionalmente.
Antes de ser nomeada Ministra, ela dirigia sua própria consultoria, oferecendo serviços em: Treinamento de Força de Trabalho, Coaching de Vida e Negócios, bem como uma prática de aconselhamento privado. Desde que regressou às Seicheles em 2010, também trabalhou como Consultora para o Ministério da Educação, onde contribuiu para a política de Inclusão e Necessidades Educacionais Especiais das Seicheles, bem como para a concepção, entrega e avaliação bem-sucedidas de três programas de intervenção comportamental. para adolescentes: Programa de Envolvimento Juvenil (YEP), Programa de Educação Alternativa (AEP) e Programa de Apoio Integrado a Jovens (YISP).
Francourt foi nomeada Ministra do Emprego e dos Assuntos Sociais em 3 de novembro de 2020. Ela tem um filho, que nasceu no Reino Unido e agora vive nas Seychelles.